# Dicranoptycha melampygia
Dicranoptycha melampygia är en tvåvingeart som beskrevs av Alexander 1950. Dicranoptycha melampygia ingår i släktet Dicranoptycha och familjen småharkrankar. Inga underarter finns listade i Catalogue of Life.